# 米老鼠 不可思议之国的大冒险
《米老鼠 不可思议之国的大冒险》是一款由Hudson Soft制作和发行的平台游戏。本游戏于1987年3月6日在日本地区FC游戏机发行。于1988年在北美地区发行。
游戏中米奇和米妮分别穿过房屋、大洋和森林。
Allgame的Skyler Miller描述游戏的视觉效果非常有用，但是音乐显得过于重复。 米勒给与本游戏五颗星中的2颗星。